# 美國陸軍第95步兵師
第95步兵師（英語：95th Infantry Division）是美國陸軍的一個師級部隊，1918年成立，由於來不及投入第一次世界大戰，因此同年解散。1921年重啟在預備役之中，1942年改為第95步兵師並重組，第二次世界大戰時被派往歐洲，1944年11月22日攻下法國梅斯:565，因此被稱作「梅斯的鐵人」。戰後解編又短暫的重啟為預備役部隊，1959年成為陸軍的訓練師之一。
目前的主要任務是進行美國陸軍基礎訓練，2005年遷至奧克拉荷馬州希爾堡，成為該地區的主要培訓中心。

## 外部連結
- 官方網站 （页面存档备份，存于）
- 臉書專頁 （页面存档备份，存于）